# Elsaß-Lothringische D 4
Die Elsaß-Lothringische D 4 waren Tenderdampflokomotiven, die ab 1874 von der Kaiserlichen Generaldirektion der Eisenbahnen in Elsaß-Lothringen beschafft wurde.

## Geschichte
Insgesamt wurden von dieser Baureihe 15 Lokomotiven beschafft, die den Personenzuglokomotiven der Bergisch-Märkischen Eisenbahn-Gesellschaft glichen. Sie wurden von Maschinenmeister Moritz Stambke entworfen und bestellt.

## Technik
Besonders der Satteltank über dem Langkessel und die vordere Bisselachse prägten das Aussehen. Auf dem vorderen Teil des Langkessels befand sich der Dampfdom. Die Stephensonsche Steuerung lag außen. Die Lokomotiven waren insbesondere für enge Kurvenradien gedacht, da der überhängende Stehkessel und der Satteltank ein hohes Reibungsgewicht erzeugten.

## Elsaß-Lothringische T 2
Ab 1906 wurden die Baureihe in Elsaß-Lothringische T 2 umbenannt. In diese Serie wurde ferner eine umgebaute T 2.1 eingereiht.